# Lake Zurich
Lake Zurich is een plaats (village) in de Amerikaanse staat Illinois, en valt bestuurlijk gezien onder Lake County.

## Demografie
Bij de volkstelling in 2000 werd het aantal inwoners vastgesteld op 18.104. In 2006 is het aantal inwoners door het United States Census Bureau geschat op 20.386, een stijging van 2282 (12,6%).

## Geografie
Volgens het United States Census Bureau beslaat de plaats een oppervlakte van 17,7 km², waarvan 16,8 km² land en 0,9 km² water. Lake Zurich ligt op ongeveer 231 m boven zeeniveau.

## Plaatsen in de nabije omgeving
De onderstaande figuur toont nabijgelegen plaatsen in een straal van 8 km rond Lake Zurich.